# جوستافو فالسيرولي
جوستافو فالسيرولي (بالإنجليزية: Gustavo Falciroli؛ مواليد 13 ديسمبر 1982) هو مُقاتل فنون قتالية مختلطة أسترالي برازيلي سابق.

## وصلات خارجية
لا توجد روابط لمواقع التواصل الاجتماعي.

- جوستافو فالسيرولي على موقع شيردوغ (الإنجليزية)
- جوستافو فالسيرولي على موقع IMDb (الإنجليزية)